# Dinamo Arena
Dinamo Arena Boris Paiciadze, în trecut cunoscut ca Stadionul Național Boris Paiciadze, este un stadion din Tbilisi, Georgia. El este stadionul de casă al clubului Dinamo Tbilisi, și pentru echipa națională de fotbal a Georgiei și echipa națională de rugby a Georgiei. Cu o capacitate de 54 549 de locuri, stadionul este cea mai mare arenă din Georgia și Caucaz. Reconstruit în 1976 de arhitectul georgian Gia Kurdiani, Dinamo Arena a fost denumit Stadionul Național Boris Paiciadze în cinstea faimosului fotbalist georgian Boris Paiciadze. Înainte de construcția Dinamo Arena, stadionul lui Dinamo Tbilisi a fost Stadionul Central cu o capacitate aproximativă de 35.000 de locuri. Necesitatea unui stadion mai mare a fost sporită de evoluția cu succes a lui Dinamo Tbilisi la mijlocul anilor 1970. După inaugurarea stadionului, el a devenit al 5-lea ca mărime din Uniunea Sovietică, cu o capacitate de 74.354 de locuri. Stadionul a fost renovat în 2006, devenind cu locuri doar pe scaune și i s-a redus capacitatea până la 54.549 de locuri.

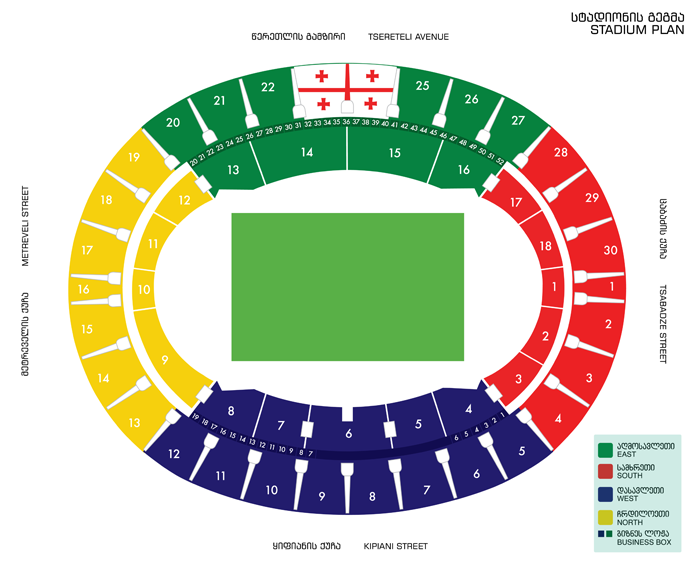
Planul stadionului

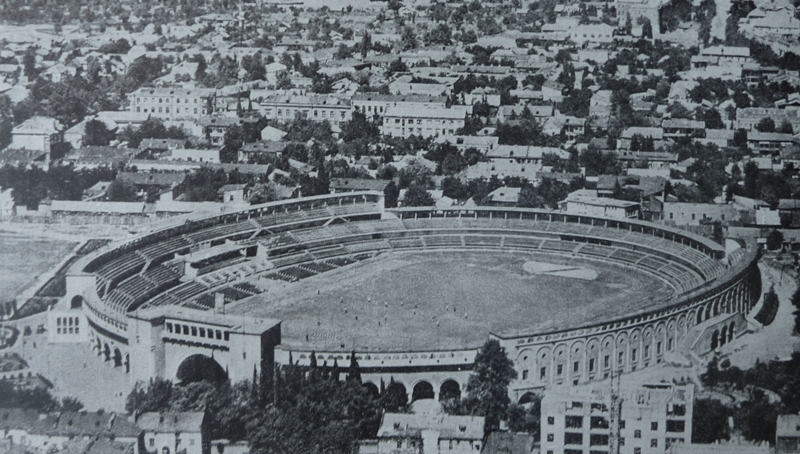
Stadionul Dinamo în 1935